# 신기전 (영화)
"신기전"(神機箭)은 2008년 9월 4일에 개봉된 대한민국의 영화이다. 조선시대에 세종대왕의 지시로 개발된 무기 신기전을 소재로 다루고 있다.

## 줄거리
세종 치세 동안, 조선은 명나라로부터 적대감이 증가하는 상황에 직면한다. 명나라는 제약 없이 조선 왕실에 끊임없는 요구를 퍼붓고, 이는 불신과 복종에 대한 혐오감을 더욱 심화시킨다. 특히 명나라는 조선이 그들의 무기 개발 프로그램을 약화시킬 수 있는 무기 개발 계획을 진행하고 있다는 소식이 유출되면서 더욱 도발당했다. 침략 위협과 어린 조선 소녀들을 공물로 중국에 보내 조선의 인력을 줄이고 군사력을 약화시키라는 황제의 명령을 내려 압박이 더욱 거세졌다. 조선의 운명은 미완성 프로젝트, 즉 신기전 또는 신기전을 현실화하는 데 달려 있는 것처럼 보인다.
최종 전투에서 수적으로 심하게 열세인 조선군(100명 미만)은 창, 폭탄, 그리고 여러 대의 화차를 통해 완성된 여러 신기전을 사용하여 수천 명의 명나라 군사를 성공적으로 물리쳤다. 신기전의 화살이 발사되면서 수천 명의 명나라 보병이 사망했다. 더 많은 병사들이 화살 속에 담긴 화약(표준 신기전)으로 사망했다. 남아있는 명나라 군인들은 대신기전으로 마무리되었고, 전쟁보다 평화를 선호하는 한 귀족은 예외였다.

## 영화속의 신기전
- 중신기전은 단4발만으로 사람 하나를 통째로 날려버릴 정도의 위력을 보여줬다.
- 대신기전은 발사모습을 보면 거의 현대의 대륙간 탄도 미사일 수준이다. 탄두에 철가루가 포함되어 있어 위협용으로 쓴다. 물론 살상력도 있다.(단 3발만으로 여진족 군대 모두를 죽였다.) 발사대는 문헌에 생김새 대한 기록이 없었고 설계도 역시 전해지지 않아 영화 제작팀이 자체 자작했다. 영화에선 폭파시 핵폭탄이 터질때나 발생하는 버섯 구름이 생겼었다. 영화에서 대신기전 폭파에 휘말리지 않는 방법은 땅에 납작하게 엎드리는것 뿐이었다. 개발자인 홍리가 명나라로 생포되어가던 도중 설주와 창강의구조단이 명나라, 여진족 연합군과 싸울때 대신기전이 날아와 명나라 화포 개발 담당자가 우왕좌왕하자 "살고 싶거든 엎드려라" 라고 했다.

## 캐스팅
- 정재영 - 설주 역
- 한은정 - 홍리 역
- 허준호 - 창강 역
- 안성기 - 세종 대왕 역
- 정성모 - 사마순 역
- 김명수 - 꺄오룽 역
- 이도경 - 홍만 역
- 도이성 - 인하 역
- 류현경 - 방옥 역
- 서주성 - 무생 역
- 조원희 - 유봉 역
- 오순태 - 오초 역
- 신정근 - 판수 역
- 이승근 - 봉구 역
- 이창직 - 마오 역
- 최승일 - 정 대감 역
- 강지은 - 하세가와 역
- 방길승 - 엔따우 역
- 차순배 - 밍 1 역
- 이우진 - 밍 2 역
- 김강일 - 이태랑 역
- 정재진 - 영의정 역
- 김서현 - 대신 1 역
- 이종열 - 대신 2 역
- 박종현 - 대신 3 역
- 박윤희 - 대신 4 역
- 이연우 - 대신 5 역
- 민경진 - 가송 역
- 한이빈 - 수련 역
- 김용재 - 창강 심복 1 역
- 이희정 - 창강 심복 2 역
- 이광희 - 창강 집사 역
- 구명우 - 창강 하인 역
- 김세진 - 내시감 역
- 이기오 - 정을영 역
- 이계영 - 말먹이 역
- 정인기 - 사찬 역
- 인교진 - 인하 역
- 유하복 - 만강 역
- 조주현 - 우두머리 역
- 이장훈 - 갑득 역
- 한성식 - 홍만 집사 역
- 조형래 - 홍만 사내 1 역
- 송귀동 - 홍만 사내 2 역
- 이일섭 - 명대신 1 역
- 박찬국 - 명대신 2 역
- 신동훈 - 명대신 3 역
- 김제열 - 명대신 4 역
- 변종무 - 하세가와 호위무사 역
- 서승원 - 포도대장 역
- 배건식 - 연구소 장정 역
- 양근석 - 연구소 장정 역
- 조호천 - 연구소 장정 역
- 김한준 - 연구소 장정 역
- 정성한 - 연구소 장정 역
- 박성배 - 연구소 장정 역
- 노범호 - 연구소 장정 역
- 박승철 - 연구소 장정 역
- 전형호 - 연구소 장정 역
- 김재철 - 연구소 장정 역
- 이람 - 이태랑 호위무사 역
- 이영수 - 이태랑 호위무사 역
- 염정구 - 어의 역
- 유옥주 - 아낙 역
- 주부진 - 아낙 역
- 김영임 - 아낙 역
- 김희라 - 아낙 역
- 최임정 - 봉황루기생 역
- 현진희 - 봉황루기생 역
- 김혜진 - 봉황루기생 역
- 김나현 - 봉황루기생 역
- 한구름 - 하세가와 기생 역
- 김유경 - 하세가와 기생 역
- 김은주 - 하세가와 기생 역
- 최만수 - 겸사복 역
- 김형범 - 겸사복 역
- 하일우 - 겸사복 역
- 이신우 - 겸사복 역
- 김병선 - 명무사 역
- 김진규 - 명무사 역
- 신동훈 - 명무사 역
- 박정철 - 세자 역 (우정출연)
- 이경영 - 금오 역 (우정출연)
- 김명국 - 명황제 역 (우정출연)
- 박경환 - 진대인 역 (우정출연)
- 이정인 - 오초 마누라 역 (우정출연)

## 제작진
| - 감독 : 김유진 - 조감독 : 이찬직 - 연출부 : 김아람, 이정률, 최현미, 김봉주, 강정석, 박명석, 송석영, 방기철 - 스크립터 : 백희숙 - 각본 : 이만희 - 각색 : 신현정, 강희연 - 촬영 : 변희성 - 촬영부 : 오종현, 정석현, 백운홍, 이인철, 이윤선, 박춘수, 이세혁 - 조명 : 임재영 - 조명부 : 이순재, 김종태, 전병윤, 김종선, 최용준, 이병희, 전춘란, 이정훈, 박웅국, 조재병, 유현아 - 스틸 : 허희재, 황정애 - 기획 : 유진 E&C - 프로듀서 : 이승렬 - 라인프로듀서 : 박나나, 홍용수, 김성란 - 제작 : 강우석 - 제작부 : 김디나, 정석진, 전주병, 김현철, 이찬현, 이대영 - 제작회계 : 유희정 - 제작투자 : 김주성 - 투자책임 : 최준환 - 투자기획 : 이상용 - 공동투자 : 김인수, 박준태, 이용준, 남기문, 김학범, 박현태, 신강영 - 투자진행 : 장진승, 이주현, 장혜진, 김지은 - 프로덕션 슈퍼바이져 : 김성권 - 동시녹음 : 오세진 - 음향 : 김석원 - 음악 : 조성우 - 특수효과 : 김병기 - 특수소품 : 박병덕 - 특수효과팀장 : 안상현 - 특수효과팀 : 장석훈, 이현준, 구형만, 황범, 김용태, 장상윤, 이성열 - 화학류 관리담당 : 차지훈 - 시각효과 : EON - 분장 : 한필남 - 의상 : 정경희 - 소품 : 유청 - 현상 : 신영균 - 편집 : 김현 - 네가편집 : 신철, 송경희 - 무술감독 : 정두홍 - 네가티브 프로세스 : 황성수 - 포스티브 프로세스 : 김학성, 정의용, 전윤제, 이수철, 서인식, 심현구 - 사운드 프로세스 & 캐미컬 애널러시스 : 김성대, 안태원, 박주환 - 익스픽션 : 임진오 - 프린팅 : 박용규, 강명훈, 최진수, 김성섭 - 컬러 팀밍 : 한재준, 오성욱, 박재갑, 이종우 - 키코드 텔레시네 : 곽종광 - 색보정 : 박경수, 김성현, 김희창, 홍진기, 박진희, 김병목 - 메이킹 : 정종원, 이수진 - 홍보 마케팅 : 최원영, 유재선, 박혜정, 김도희 - 현장편집 : 임선경, 신철 - 제2촬영 : 이유호, 김대엽, 김훈희, 박장혁, 이상수, 이성일, 김영국, 김용석, 송기호, 황성필 - 제3촬영 : 황서식, 황보성, 이정훈, 오중권 - 제4촬영 : 신범섭, 최영선, 강상민, 권민철 - 제5촬영 : 임운영, 최태춘, 이승준, 권종학 - 스테디캠 : 김민수 - 스테디캠팀 : 박성욱, 김영완 - 그립 어퍼레이터 : 성시영 - 그립 어시스턴트 : 이현우 - 수중슈퍼바이저 : 변희성 - 수중오프레이터 : 허성룡 - 수중어시스턴트 : 지종욱, 이세호, 최기훈, 이형호 - 지미짚/슈팅카 : 이재인, 양영민 - 지미짚 : 허성룡, 박천복, 박일수, 김병국, 육승우 - 제2조명부 : 한중대, 최재호, 옹경애, 황서록, 서호영, 이종문, 박란 - 발전차 : 황선명 - 제2발전차 : 김태영, 신명환 - 조명크레인 : 서대식, 이기준 - 프로덕션디자인 어시스턴트 : 강유리 - 아트디렉터 : 진경수, 하수민 - 미술팀장 : 김수경, 배준호 - 미술팀 : 은희상, 손민정, 홍서연, 이혜숙, 신소영 - 미술지원 : 임은주 - 작화 : 김경선 - 세트시공 : 최홍섭, 김보관, 오준석 - 미술작화 : 이광봉, 나병진 - 소품팀 : 우석민, 김동욱, 최창국, 박상미, 사공민, 김주양 - 특수소품 - 무기디자인 : 김창완 - 특수소품 - 신기전제작 : 이은경, 명운아, 훙하나, 이혜원 - 특수소품 - 무기제작 : 주명수, 손혁 - 특수소품 - 신기전 발사대 제작 : 오민환, 한승우 - 의상팀장 : 정혜영 - 의상팀 : 심민정, 김성민, 안유미 - 의상지원 : 이주현, 김미현 - 의상제작 : 정봉덕, 김창수, 이석우 - 분장팀장 : 정경화 - 분장팀 : 박언옥, 김태희, 전영민, 권지은 - 분장지원 : 문혜정, 정혜숙, 김현수, 김홍희, 황진아, 원민영 - 특수분장 : 한필남 - 특수효과팀장 : 안상현 - 특수효과팀 : 장석훈, 이현준, 구형만, 황범, 김용태, 장상윤, 이성열 - 화학류 관리담당 : 차지훈 - FX 감독 : 정성진 - FX 테크널 감독 : 이전형 - FX 미술 감독 : 한영우 - FX 컴포지트 감독 : 최재천 | - FX 팀리더 A : 박민수 - FX 팀리더 B : 김준형 - FX 디자이너 : 백경수, 이민재, 임재현 - FX 컴포지트 아티스트 : 정철황, 양문혁 - FX 디지털 매트 페인터 : 이종원, 류재옥, 김기영, 박근영, 유태근 - 비주얼 수퍼바이저 : 장권호 - 프리비즈 : 김민호, 김영준, 임정임 - 모션 컨트럴 카메라 : 김종명, 김성혁 - 모션 캡쳐 : 김종철 - 헬리캠 : 김태군 - 아비드 슈퍼바이저 : 정상혁 - 붐오퍼레이터 : 김진용, 김덕란 - 붐어시스턴트 : 강성민, 이지용 - 제2동시녹음 : 김범수 - 사운드 슈퍼바이저 : 김석원, 김창섭 - ADR : 홍윤성 - 다이알로그 에디터 : 최은아, 김민정 - 사운드이펙트 에디터 : 박주강, 반진홍 - 폴리 : 심규종 - 돌비 컨설턴트 : 김재경, 이상현 - 사운드 옵티컬 : 리드사운드 - 예고편 : 남화정, 장정진, 박동신 - 홈페이지 : D.O.E.S - 포스터 : 변순철 - 무술팀 : 윤진율, 한정욱, 구정욱, 이태영, 전재형, 이철우, 민지민, 권지훈, 곽진석 - 테크노크레인 : 김근종, 홍민 - 음악감독 : 조성우 - 음악프로듀서 : 이지연 - 음악 스테프 : 김미승, 신민섭 - 오리지널 스코어 음악 : 조성우 - 어레인지먼트 & 에디셔널 : 최용락, 김미승, 신민섭 - 오케스트레이션 : 진명용, 박영준 - 사운드디자인 : 이원석, 조영일 - 믹싱엔지니어 : 박찬민 - 레코딩 엔지니어 : 박승천 - 어시스턴트 엔지니어 : 유동준 - 레코딩/믹싱 스튜디오 : M&F 스튜디오 - OST 프로덕션 매니저 : 장현욱, 이승우 - 스트링 오케스트라 : 라 무시카 - 국악연주 : 음악그룹 '놀이터' - 궁중음악연주 : 심영섭 - 투자지원 : 이한승, 이진희 (CJ 엔터테인먼트), 김권식, 이소혜, 김봉서, 이지영, 최아람, 이승주, 이정수 - 마케팅홍보책임 : 이상무 - 마케팅진행 : 김성경, 차소연, 김양연, 연동은, 신지원 - 홍보진행 : 황기섭, 김윤정 - 배급총괄 : 김정아 - 국내배급책임 : 강경호 - 국내배급진행 : 강문환, 최윤호, 권민성, 장은형 - 국내판권책임 : 박은경 - 국내판권진행 : 정태신, 이재필, 백소연 - 해외배급책임 : 서현동 - 해외배급진행 : 김성은, 이용신, 이관영, 김희전, 채민경, 정지현, 초장범, 이정은, 강민경 - 컨텐츠개발팀 : 임상진, 이상윤, 김보연, 이정민, 정원희 - 광고디자인 : 이관용, 손윤영, 김혜문, 신미경, 최지희, 강상희 - 온라인마케팅 : 김진희, 김지향, 차정수, 김경미, 최은주 - 온라인제작 : 임정순, 성중현, 이경민, 오지선 - 광고대행 : 정성우, 서동연, 신선진, 정원모 - 호스팅 서비스 : (주)후이즈 - 인쇄 : (주)다보 INC, 대경토탈 - 제작관리 : 김순영, 양선옥 - 정재영 매니저 : 이정훈, 이용현 - 한은정 매니저 : 유근용 - 허준호 매니저 : 양경철 - 안성기 매니저 : 이바름 - 김명수 매니저 : 박경덕 - 이경영 매니저 : 조상헌 - 필름 : 진성C&F, 윤관노, 박동준 - 카메라렌탈 : 쎔렌탈 - 조명장비 : 라이트림 - 그립장비 : 서울영상 - 의상제작 : 무대와의상, 오만호 - 장신구제작 : CREA - 촬영버스 : 이현호 - 식당차 : 도란도란 - 분장차 : 정동찬 - 의상탑차 : 김미라 - 승마지도/마필대여 : 남양승마클럽, 유상규, 김복대, 강흔구 - 홍리초상화 : 변희윤 - 보조출연 : Team Work 엔터테인먼트, 필름푸드, KDC 스태프 - 의료지원 : 최성우, 최영근 - 수중안전요원 : 남경희 - 보험 : 윤경보 - 신기전 복원 자문 : 채연석, 조청원, 윤용현, 전관수, 서미원 - 신기전 복원 자문 - 수레길 : 이대길, 이민우 - 신기전 복원 자문 - 증평대장간 : 최용진 (주요무형문화재), 허인욱, 조지흠 - 경복궁 명사신맞이 행사 복원 및 고증 자문 : 심승구, 김광익, 안현주, 최병선, 최영성 - 코레이션 지원 : 황선형, 조명래, 구봉기, 성종현, 윤원현, 김미혜, 이안숙, 박영준, 이세리, 강동준, 김상화 |

## 같이 보기
- 신기전